# 圣米格尔-达斯米松伊斯
圣米格尔-达斯米松伊斯是巴西南大河州的一个市镇。总面积1229.844平方公里，总人口7514人，人口密度6.1人/平方公里。